# Barbara Yelin
Pour les articles homonymes, voir Yelin.
Barbara Yelin est une auteure allemande de bandes dessinées, née le 26 juillet 1977 à Munich. Elle a étudié le dessin à la Hochschule für Angewandte Wissenschaften de Hambourg, dont elle est diplômée en 2004.

## Publications
L'éditeur français de Barbara Yelin est Actes Sud l'An 2.
- 2004 Le Visiteur  (ISBN 2-84856-029-0)
- 2006 Le Retard - traduit de l’allemand par Thierry Groensteen  (ISBN 2-84856-068-1)
- 2011 L’Empoisonneuse - scénario de Peer Meter, traduit de l’allemand par Paul Derouet  (ISBN 978-2-7427-8961-0). Ce livre raconte l'histoire de Gesche Gottfried.
- 2014 Irmina[2],[3] - traduit de l’allemand par Paul Derouet. Cet ouvrage a obtenu 3 prix en Allemagne et 2 en France, le prix Artémisia 2015 de la bande dessinée féminine[4] et le 4e prix BD des cheminots, sociale et historique 2015[5].
- 2016 Par-dessus tout, sois fidèle à toi-même: l'actrice Channa Maron - David Polansky (illustrations), Barbara Yelin (scénario), traduction de Paul Derouet.  (ISBN 978-2330070618)

Depuis 2018, Barbara Yelin est éditée en français par Delcourt. 
- 2018 Une vie comme un été -  scénario de Thomas von Steinaecker. (ISBN 978-2-413-01043-2)

## Prix
- 2015 : Prix Peng ! de la meilleure bande dessinée allemande pour Irmina
- 2016 : Prix Max et Moritz de la meilleure auteure germanophone de bande dessinée
- 2024 : Prix spécial du jury Max et Moritz